# Randallia bulligera
Randallia bulligera är en kräftdjursart som beskrevs av M. J. Rathbun 1898. Randallia bulligera ingår i släktet Randallia och familjen Leucosiidae. Inga underarter finns listade i Catalogue of Life.